# Pejići
Pejići (cyr. Пејићи) – wieś w Bośni i Hercegowinie, w Republice Serbskiej, w mieście Prijedor. W 2013 roku liczyła 302 mieszkańców.